# Silvia Neid
Silvia Neid (Walldürn, 2 de mayo de 1964) es una exfutbolista y entrenadora alemana. Fue la entrenadora asistente de Tina Theune en la selección alemana entre 1996 y 2005, cuando fue nombrada seleccionadora del equipo, al que condujo hasta la obtención de la medalla de oro en los Juegos Olímpicos de Río de Janeiro 2016. Durante su etapa como futbolista, entrenadora asistente y seleccionadora, ganó ocho Eurocopas y dos Copas del Mundo.

## Clubes

### Como futbolista
| Club                       | País     | Año       |
| -------------------------- | -------- | --------- |
| S. C. Klinge Seckach       | Alemania | 1980-1983 |
| S. S. G. Bergisch Gladbach | Alemania | 1983-1985 |
| T. S. V. Siegen            | Alemania | 1985-1996 |

### Como entrenadora
| Club                       | País     | Año       |
| -------------------------- | -------- | --------- |
| Selección alemana femenina | Alemania | 2005-2016 |

## Palmarés

### Como futbolista
| Título   | Equipo (*)            | País     | Año  |
| -------- | --------------------- | -------- | ---- |
| Eurocopa | Selección de Alemania | Alemania | 1989 |
| Eurocopa | Selección de Alemania | Alemania | 1991 |
| Eurocopa | Selección de Alemania | Alemania | 1995 |

(*) Incluyendo la selección.

### Como entrenadora
| Título                         | Equipo (*)            | País     | Año  |
| ------------------------------ | --------------------- | -------- | ---- |
| Copa Mundial de Fútbol         | Selección de Alemania | Alemania | 2007 |
| Bronce en los Juegos Olímpicos | Selección de Alemania | Alemania | 2008 |
| Eurocopa                       | Selección de Alemania | Alemania | 2009 |
| Eurocopa                       | Selección de Alemania | Alemania | 2013 |
| Oro en los Juegos Olímpicos    | Selección de Alemania | Alemania | 2016 |

(*) Incluyendo la selección.

### Distinciones individuales
| Distinción                                          | Año        |
| --------------------------------------------------- | ---------- |
| Premio FIFA – Mejor entrenadora del mundo.          | 2010, 2013 |
| Premio The Best FIFA – Mejor entrenadora del mundo. | 2016       |